# Armando Manzanero
Armando Manzanero Canché (Mérida, 7 dicembre 1935 – Città del Messico, 28 dicembre 2020) è stato un cantautore, compositore, musicista e pianista messicano.
È considerato il più grande compositore messicano del periodo post-bellico.
Il cantautore ha scritto e cantato famose canzoni d'amore come "Somos Novios" - in inglese It's Impossible, Adoro, Contigo Aprendí, No sé tú, Te Extraño, Me Vuelves Loco, “No”, Esta Tarde Vi Llover (versione inglese "Yesterday I Heard the Rain"), Yo Te Recuerdo, ...
Le sue canzoni sono state interpretate da artisti internazionali come Roberto Carlos, Andrea Bocelli, Laura Pausini, Eros Ramazzotti, Elvis Presley, Frank Sinatra, Tony Bennett, Josè Feliciano, Perry Como, Bill Evans, Christina Aguilera, Miguel Bosé, Elis Regina, Luis Miguel, Shirley Bassey, Plácido Domingo, Julio Iglesias, Tania Libertad e Mayte Martin.
Mina ha inciso le sue canzoni Somos novios, in spagnolo e anche nella versione inglese It's Impossible, Adoro e No.

## Biografia
All'età di otto anni entrò nel mondo della musica frequentando Escuela de Bellas Artes (scuola di belle arti) della sua città natale per poi proseguire la formazione presso Città del Messico. A quindici, nel 1950, realizzò la sua prima composizione, intitolata Nunca en el Mundo (mai al mondo) di cui sono state registrate versioni in ventuno lingue; l'anno successivo cominciò la sua carriera da pianista.
Nel 1957 venne assunto come direttore musicale per la divisione messicana della CBS e come promotore musicale presso la EMI, diventando l'anno successivo il pianista di noti artisti latino-americani fra i quali Pedro Vargas, Lucho Gatica e Raphael.
È scomparso nel dicembre 2020 all'età di 85 anni, in un ospedale della capitale, dove era stato ricoverato per complicazioni legate al COVID-19.

## Discografia
- 1959: Mi primera grabación
- 1967: A mi amor... Con mi amor
- 1967: Manzanero el Grande
- 1968: Somos novios
- 1968: Armando Manzanero, su piano y su música
- 1969: Para mi siempre amor
- N/A: Que bonito viven los enamorados
- 1976: Lo mejor de Armando Manzanero
- 1977: Fanático de ti
- 1977: Corazón salvaje
- 1979: Ternura y romance
- 1981: Mi trato contigo

- 1982: Otra vez romántico
- 1985: Armando Manzanero
- 1987: Cariñosamente, Manzanero
- 1988: Mientras existas tú
- 1992: Las canciones que quise escribir
- 1993: Entre amigos
- 1995: El piano... Manzanero y sus amigos
- 1996: Nada personal
- 1998: Manzanero y la libertad
- 2001: Duetos
- 2002: Duetos 2
- 2002: Lo mejor de lo mejor
- 2005: Lo esencial